# Związek Kynologiczny w Polsce
Związek Kynologiczny w Polsce (ZKwP) – stowarzyszenie zrzeszające hodowców i miłośników psów powołane 5 maja 1948 roku. Siedzibą ZKwP jest Warszawa. 
W 1948 powstały też pierwsze oddziały Związku w Warszawie, Poznaniu, Inowrocławiu, Katowicach i Bydgoszczy. Już we wrześniu 1948 zorganizowano I Ogólnopolską Wystawę Psów Rasowych we Wrocławiu. 
Członkiem FCI ZKwP zostało 15 czerwca 1957. 
W 2004 ZKwP zrzeszał ok. 40 tys. członków, skupionych w 47 oddziałach terenowych. W roku 2008 w kalendarzu ZKWP znalazły się 124 wystawy, w tym 12 międzynarodowych, na których przyznaje się wnioski CACIB, 86 krajowych oraz 25 klubowych.

## Przewodniczący ZKwP
| 1948–1953 | Władysław Wolski            |
| 1953      | Rudolf Kryspin              |
| 1953–1971 | Edward Mikulski             |
| 1971–1990 | Edwin Rozłubirski           |
| 1990–1993 | Genowefa Ratajczak          |
| 1993–2013 | Andrzej Mania               |
| 2013–2017 | Jan Gajewski                |
| 2017–2019 | Andrzej Kaźmierski          |
| 2019–2021 | Iwona Magdziarska-Olesińska |
| od 2021   | Leszek Salamon              |